# Ihara (district)
Ihara (Japans: 庵原郡, Ihara-gun) was een district van de prefectuur Shizuoka in Japan. Eind 2005 had het district een geschatte bevolking van 26.924 inwoners en een bevolkingsdichtheid van 499,05 inwoners per km². De totale oppervlakte bedraagt 53,95 km².

## Gemeenten
- Fujikawa
- Yui

## Fusies
Op 31 maart 2006 smolt de gemeente Kanbara samen met de stad Shizuoka. Het grondgebied van de gemeente wordt toegevoegd aan de wijk Shimizu-ku.
Steden:
Atami · Fuji · Fujieda · Fujinomiya · Fukuroi · Gotenba · Hamamatsu · Itō · Iwata · Izu · Izunokuni · Kakegawa · Kikugawa · Kosai · Makinohara · Mishima · Numazu · Omaezaki · Shimada · Shimoda · Shizuoka (hoofdstad)· Susono · Yaizu

Districten:
Haibara · Kamo · Shuchi · Sunto · Tagata
Gemeenten per district